# Hrvatsko-švedski odnosi
| Zastave Hrvatske i Švedske. |  | Zastave Hrvatske i Švedske. |
| Zastave Hrvatske i Švedske. |  |                             |

Hrvatsko-švedski odnosi odnose se na bilateralne međunarodne odnose između Hrvatske i Švedske. Službeno su započeli 29. siječnja 1992. godine. Hrvatska ima veleposlanstvo u Stockholmu, a Švedska ima veleposlanstvo u Zagrebu te počasne konzulate u Rijeci i Splitu.

## Politika
Na godišnjoj je razini međusobna robna razmjena oko 175 milijuna eura. Godine 2009., izvoz u Švedsku iznosio je 32 milijuna eura. Hrvatska u Švedsku najviše izvozi: električne pogonske strojeve i njihove dijelove, namještaj i furnir te građevinski materijal. Godine 2009., uvoz iz Švedsku iznosio je 141 milijun eura. Hrvatska iz Švedsku najviše uvozi: telekomunikacijsku opremu, lijekove, papir, ribu i putničke automobile. Od skandinavskih zemalja iz Švedske dolazi najveći broj turista, koji bilježi trend stalnog godišnjeg porasta. U 2011. broj švedskih turista u Hrvatskoj bio je 122,454.
U Hrvatskoj podružnice imaju švedske tvrtke: Ericsson Nikola Tesla Zagreb, Volvo Hrvatska Zagreb, Tele2, Scania Hrvatska, Volvo Car Austrija Zagreb, H&M, Husqvarna i dr.

## Emigracija
Prva značajnija emigracija Hrvata u Švedsku dogodila se između 1950-ih i 1960-ih, kada velikim dijelom u Švedsku dolaze političke izbjeglice iz talijanskih i austrijskih sabirnih logora, ali i ekonomske izbjeglice. Točan broj emigranata ne zna se, jer su neki bili udruženi u jugoslavenske klubove, a neki pak u hrvatske klubove koji nisu bili pod kontrolom jugoslavenskih vlasti. Puno Hrvata naselilo se oko grada Malmöa. Hrvatski emigrant i revolucionar Miro Barešić u sukobu je teško ranio jugoslavenskog veleposlanika u Švedskoj Vladimira Rolovića 1971. godine, koji je umro nakon 8 dana.
Hrvati u Švedskoj su tradicionalno dobro organizirani u preko 30 društava koja su učlanjena u Savez hrvatskih društava u Švedskoj, a bogata je i suradnja s drugim hrvatskim klubovima u Skandinaviji, ali i kroz rad hrvatske katoličke misije u Švedskoj. Na katedri za slavenske jezike, koja se nalazi u sklopu Odjela za moderne jezike Jezikoslovnog fakulteta Sveučilišta u Uppsali, između ostalog, predaje se i hrvatski jezik i književnost.

## Zanimljivosti
- U Zagrebu djeluje Hrvatsko-švedsko društvo.
- Ivan VI. Frankopan, sin Nikole IV. Frankopana, bio je namjesnik kralja Erika Pomeranskog.
- Prema jednoj od teorija Hrvati koji su sudjelovali u Tridesetogodišnjem ratu su ubili švedskog kralja Gustava, četverobridnim mačem koji je bio karakterističan samo za hrvatske lake konjanike.
- Hrvatski književnik Junije Palmotić posvetio je švedskoj kraljici Kristini svoj ep "Kristijada".[3] U okviru Skandinavije, Švedska je u 20. stoljeću, Hrvatima bila najviše prijateljska.
- u Malmöu se rodio nogometaš Zlatan Ibrahimović, čija je majka Hrvatica iz okolice Škabrnje.[4]
- Među švedskim športašima hrvatskog porijekla su i nogometaš Teddy Lučić i hokejaš Peter Popovic.

## Poveznice
- Hrvati u Švedskoj